# Рыта (приток Камы)
Рыта — река в России, протекает по Верхнекамскому району Кировской области. Устье реки находится в 1440 км от устья Камы по левому берегу. Длина реки составляет 38 км, площадь водосборного бассейна — 184 км².
Исток реки на Верхнекамской возвышенности в заболоченном лесу в 22 км к востоку от города Кирс. Река течёт на северо-восток, затем на север. Всё течение проходит по ненаселённому лесному массиву, крупных притоков нет. В среднем течении преодолевает обширное болото Дымное. Впадает в Каму в 8 км к северо-западу от посёлка Ожмегово.

## Данные водного реестра
По данным государственного водного реестра России относится к Камскому бассейновому округу, водохозяйственный участок реки — Кама от истока до водомерного поста у села Бондюг, речной подбассейн реки — бассейны притоков Камы до впадения Белой. Речной бассейн реки — Кама.
Код объекта в государственном водном реестре — 10010100112111100000757.